# Вишні Чабини
Вишні Чабини (словац. Vyšné Čabiny) — частина села Чабини, до 1964 року самостійне село у Словаччині, на території теперішнього Меджилабірського округу Пряшівського краю. Розташоване в північно-східній частині Словаччини, у Низьких Бескидах в долині ріки Лаборець на її правому березі.
Уперше згадується у 1478 році.

## Пам'ятки
У парку є пам'ятник Анатолію Кралицькому. Вишні Чабини не мають власної церкви, греко-католицька та православна церкви розташовані у Нижніх Чабинах.

## Населення
У 1880 році в селі проживало 468 осіб, з них 392 вказали рідну мову русинську, 39 німецьку, 19 словацьку, 4 угорську, 8 було чужинців а 6 німих. Релігійний склад: 397 греко-католиків, 30 римо-католиків, 41 юдей.
У 1910 році в селі проживало 483 осіб, з них 434 вказали рідну мову русинську, 26 німецьку, 19 угорську, 4 іншу. Релігійний склад: 434 греко-католики, 25 юдеїв, 19 римо-католиків.